# Бледнов, Анатолий Гаврилович
Анатолий Гаврилович Бледнов — старший разведчик батареи 279-го гвардейского лёгкого артиллерийского полка (23-я гвардейская лёгкая артиллерийская бригада, 5-я артиллерийская дивизия прорыва, 4-й артиллерийский корпус прорыва, 1-й Белорусский фронт) гвардии ефрейтор.

## Биография
Анатолий Гаврилович Бледнов родился 16 января 1924 года в Курске в семье рабочего. Работал участковым инспектором Солнцевского райисполкома Курской области.
В ряды Красной армии был призван Солнцевским райвоенкоматом Курской области 24 марта 1943 года, с 24 июля 1943 года на фронтах Великой Отечественной войны.
14 октября 1943 года в районе деревни Глушец Гомельской области разведчик артиллерийского красноармеец Бледнов по заданию командования полка проводил разведку позиций противника. Под артиллерийским огнём противника он обнаружил 3 миномётные и 3 артиллерийские батареи, а также 6 танков противника. Обнаружив колонну пехоты противника, своевременно доложил командиру батареи. Огнём батареи колонна была рассеяна. 25 ноября 1943 года приказом по дивизии Бледнов был награждён медалью «За отвагу».
27 июня 1944 года старший разведчик батареи гвардии ефрейтор Бледнов в бою с автоматчиками противника, преградившими дорогу возле города Люблин (Польша) и засевшими в каменных зданиях, уничтожил 5 солдат, на следующий день — ещё 4 солдат и одного взял в плен. Приказом по дивизии от 9 августа 1944 года он был награждён орденом Славы 3-й степени.
Бледнов 2 августа 1944 года под артиллерийским огнём противника одним из первых переправился через Вислу возле города Магнушев и участвовал в разведке противника. В ночь на 3 августа отразил вместе с пехотинцами 8 контратак противника. продолжал вести разведку, обнаруженные им миномётная батарея и 2 пулемёта были уничтожены артиллерийским огнём нашего дивизиона. 24 августа 1944 года он повторно был награждён орденом Славы 3-й степени.
При прорыве обороны противника возле Лодзи 19 января 1945 года, в числе первых ворвался в траншею противника. Там же выявил 4 пулемёта противника, сообщил на батарею. Пулемёты были подавлены артиллерийским огнём. При отражении контратак уничтожил 5 и взял в плен 3 солдат противника. Приказом по фронту от 25 марта 1945 года был награждён орденом Славы 2-й степени.
Указом Президиума Верховного Совета СССР от 20 декабря 1951 год был отменён приказ от 24 августа 1944 года и Бледнов был награждён орденом Славы 1-й степени.
В июне 1947 года Бледнов демобилизовался, но в августе 1951 года вновь призван в Советскую армию. Направлен на курсы вневойсковой подготовки офицеров запаса при Курском электромеханическом техникуме, окончил их, затем этот же техникум. В 1973 году отправлен в запас в звании майора. Жил в Курске.
В 1985 году в порядке массового награждения участников Великой Отечественной войны орденом Отечественной войны он был награждён орденом 1-й степени.
Анатолий Гаврилович Бледнов скончался 14 сентября 1987 года.

## Память
- Похоронен на Северном кладбище города Курск.